# Channapatna
Channapatna är en ort i Indien.   Den ligger i distriktet Ramanagara och delstaten Karnataka, i den södra delen av landet, 1 800 km söder om huvudstaden New Delhi. Channapatna ligger 683 meter över havet och antalet invånare är 66 647.
Terrängen runt Channapatna är platt. Runt Channapatna är det tätbefolkat, med 476 invånare per kvadratkilometer. Närmaste större samhälle är Rāmanagaram, 11,0 km nordost om Channapatna. Omgivningarna runt Channapatna är en mosaik av jordbruksmark och naturlig växtlighet.